# Поход Джанибека на Государство Хулагуидов
Поход Джанибека на Государство Хулагуидов— крупный поход Джанибек на Иран. В начале 1355 начал золотоордынский поход на остатки государства Хулагуидов. 

## Поход
Правление Джанибека ознаменовалось завершением почти векового конфликта с Ильханатом из-за Азербайджана. К тому времени Иран распался на несколько независимых государств. Территории, на которые ранее претендовал Берке — Азербайджан и Северный Иран, — находились под контролем Малика Ашрафа, внука эмира Чопана. Однако Ашраф не принадлежал к потомкам Чингисхана, и многие представители иранской элиты не признавали его власть законной.
Хан Джанибек воспользовался этим. Практически не встретив сопротивления, он легко захватил владения Ашрафа, самого правителя пленил и казнил. Управление возвращёнными в состав Золотой Орды землями он передал своему старшему сыну Бердибеку, а сам с триумфом вернулся в Сарай.
Однако эта победа стала для Джанибека последней. Во время похода он серьёзно заболел и был срочно доставлен в столицу, где врачи пытались ему помочь. Узнав о болезни отца, Бердибек покинул Азербайджан и поспешил в Сарай.
Дальнейшие события описываются по-разному. Согласно одной версии, Джанибек скончался до прибытия сына. По другой версии, хан начал поправляться, но Бердибек, опасаясь наказания за самовольный отъезд, приказал его задушить или даже сделал это собственноручно.